# Veckatimest
Veckatimest je třetí studiové album americké rockové skupiny Grizzly Bear, vydané v květnu roku 2009 prostřednictvím hudebního vydavatelství Warp Records. Album produkoval baskytarista Chris Taylor a v žebříčku Billboard 200 se album umístilo na osmém místě; v žebříčku nejlepších nezávislých alb téhož časopisu pak na čelní příčce. Nahrávání alba probíhalo v létě roku 2008 ve studiu Allaire Studios v newyorském Catskill Mountains.

## Seznam skladeb
| Pořadí | Název                         | Délka |
| ------ | ----------------------------- | ----- |
| 1.     | Southern Point                | 5:02  |
| 2.     | Two Weeks                     | 4:03  |
| 3.     | All We Ask                    | 5:21  |
| 4.     | Fine for Now                  | 5:31  |
| 5.     | Cheerleader                   | 4:54  |
| 6.     | Dory                          | 4:26  |
| 7.     | Ready, Able                   | 4:17  |
| 8.     | About Face                    | 3:21  |
| 9.     | Hold Still                    | 2:24  |
| 10.    | While You Wait for the Others | 4:29  |
| 11.    | I Live with You               | 4:57  |
| 12.    | Foreground                    | 3:35  |

## Obsazení
Grizzly Bear
- Daniel Rossen – zpěv, kytara, klávesy, aranžmá smyčců
- Ed Droste – zpěv, kytara, klávesy, omnichord
- Chris Taylor – baskytara, dřevěné nástroje, doprovodné vokály
- Christopher Bear – bicí, doprovodné vokály

Ostatní hudebníci
- Victoria Legrand – doprovodné vokály
- Brooklyn Youth Choir – doprovodné vokály
- Acme String Quartet – smyčcové nástroje
- Nico Muhly – aranžmá